# Limnebius mitus
Limnebius mitus är en skalbaggsart som beskrevs av Perkins 1980. Limnebius mitus ingår i släktet Limnebius och familjen vattenbrynsbaggar. Inga underarter finns listade i Catalogue of Life.